# 宝製菓 (鳥取県)
宝製菓（たからせいか）は、鳥取県東伯郡琴浦町に本社を置く菓子メーカー。

## 主力商品
- 長いも饅頭
- 大風呂敷

ほか

## スウィートランドTAKARA
関金工場には時計台の外観をもつ建物の｢スウィートランドTAKARA｣があり、菓子の製造工程の見学などできるようになっている。

## 事業所
- 本社：鳥取県東伯郡琴浦町逢束1075-265
- 倉吉工場：鳥取県倉吉市秋喜350-25
- 関金工場：鳥取県倉吉市関金町関金宿2913
- 北栄工場：鳥取県東伯郡北栄町江北755

## グループ企業
- 宝販売
- しまね寶楽庵
- やまぐち寶楽庵
- 岡山宝
- 京都宝製菓
- 京嵯峨寶楽庵
- 神戸寶楽庵
- 大阪宝
- 紀伊宝大納言本舗
- 滋賀宝
- 飛騨たからや
- 伊勢たからや
- 北海たからや